# さらば涙/君と出逢って
「さらば涙/君と出逢って」（さらばなみだ/きみとであって）は、ケツメイシの28枚目、通算31枚目のシングル。2016年3月16日にavex traxよりリリース。

## 概要
前作「RHYTHM OF THE SUN」より1年9ヶ月ぶりの本作は両A面シングル。

## タイアップ
「さらば涙」はDHC「F1 スキンケア」CMソングに使用された。

## 仕様
「CD」「CD+DVD」の2形態で発売。CDの収録曲に違いは無い。

## チャート成績
2016年3月28日付のオリコン週間ランキングでは初動1.4万枚を売り上げ、週間6位にランクインした。

## ミュージック・ビデオ
「さらば涙」は2016年2月19日、「君と出逢って」は2016年3月9日に公開。

## 収録曲
CD
1. さらば涙
2. 君と出逢って

DVD
1. さらば涙 （MV）
2. 君と出逢って （MV）